# Castello di Sedan
Il Castello di Sedan è un forte situato a Sedan, in Francia, su un promontorio, al confine tra il fiume Mosa e i fiumi Bièvre e Vra, nel dipartimento delle Ardenne. Si tratta di una grande fortezza medievale che copre una superficie di 35.000 m  2  suddivisi su sette piani.

## Storia
Intorno al 1424, Évrard II de La Marck-Arenberg costruì un maniero con due torri gemelle intorno ad una chiesa in un periodo di sei anni. Quando Evrard morì nel 1440, suo figlio Jean de la Marck decise di rafforzare la fortezza, ma fu Robert II de la Marck, nipote di Jean, che portò a termine il lavoro più importante. Nel 1530, le fortificazioni del maniero vennero modernizzate con la costruzione di un viale circolare e terrazze con cannoni, ispessendo la parete divisoria di 4.5 m di 26 m supplementari. I bastioni vennero aggiunti nel corso del secolo seguente, ma alcuni di essi vennero abbattuti alla fine del XIX secolo con la dinamite. Nel 1699, poiché il principato di Sedan era stato assorbito dalla Francia nel 1642 (vedi Battaglia della Marfée, durante la guerra dei trent'anni) il castello venne trasformato in una guarnigione, Vauban costruì la porta dei principi (in lingua francese «des Princes»), che fu adattata ai progressi dell'artiglieria. Nel 1822, la Chiesa di Saint-Martin è stata demolita e sostituita da un deposito per palle di cannone.
Turenne nacque nel castello di Sedan nel 1611.
Il 1º settembre 1870 il castello venne circondato dall'esercito prussiano con sede a Sedan. Napoleone III si arrese il giorno successivo nella vicina cittadina di Donchery.
Il castello venne ceduto dall'esercito francese alla città di Sedan nel 1962 che lo assoggettò a numerosi restauri. Oggi, oltre a rappresentare un'attrazione turistica nelle Ardenne, è sede dell'ufficio del turismo e di un albergo. C'è anche un museo all'interno del castello e una delle sale è dedicata alla guerra del 1870, e vi è esposta una ricca collezione di elmetti prussiani.